# 伊里斯和泰晤士米德 (英國國會選區)

選區在大倫敦的位置

伊里斯和泰晤士米德（英語：Erith and Thamesmead），英國國會一自治市選區，包括大倫敦東部格林尼治區東部的三個地方選區和貝克斯利區西部的五個地方選區。
自1997年始設以來一直支持工黨。在2010年大選中，泰蕾莎·皮爾斯以44.9%選票勝出，繼承了約翰·奧斯丁留下的議席。